# Liste der Kulturdenkmale im Landkreis Börde

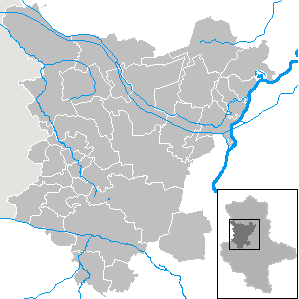
Karte des Landkreis Börde

In der Liste der Kulturdenkmale im Landkreis Börde sind die Kulturdenkmale im Landkreis Börde aufgeführt. Grundlage der Einzellisten sind die in den jeweiligen Listen angegebenen Quellen. Die Angaben in den einzelnen Listen ersetzen nicht die rechtsverbindliche Auskunft der zuständigen Denkmalschutzbehörde.
Diese Liste ist eine Teilliste der Liste der Kulturdenkmale in Sachsen-Anhalt.
Die Bodendenkmale sind in der Liste der Bodendenkmale im Landkreis Börde erfasst.

## Aufteilung
Wegen der großen Anzahl von Kulturdenkmalen im Landkreis Börde ist diese Liste in Teillisten nach den Städten und Gemeinden aufgeteilt.
| Gemeinde/ Stadt        | Bodendenkmalliste                                         | Wappen | Lage | Bild eines Kulturdenkmals |
| ---------------------- | --------------------------------------------------------- | ------ | ---- | ------------------------- |
| Altenhausen            | Liste der Kulturdenkmale in Altenhausen                   |        |      |                           |
| Am Großen Bruch        | Liste der Kulturdenkmale in Am Großen Bruch               |        |      |                           |
| Angern                 | Liste der Kulturdenkmale in Angern                        |        |      |                           |
| Ausleben               | Liste der Kulturdenkmale in Ausleben                      |        |      |                           |
| Barleben               | Liste der Kulturdenkmale in Barleben                      |        |      |                           |
| Beendorf               | Liste der Kulturdenkmale in Beendorf                      |        |      |                           |
| Bülstringen            | Liste der Kulturdenkmale in Bülstringen                   |        |      |                           |
| Burgstall              | Liste der Kulturdenkmale in Burgstall (Landkreis Börde)   |        |      |                           |
| Calvörde               | Liste der Kulturdenkmale in Calvörde                      |        |      |                           |
| Colbitz                | Liste der Kulturdenkmale in Colbitz                       |        |      |                           |
| Eilsleben              | Liste der Kulturdenkmale in Eilsleben                     |        |      |                           |
| Erxleben               | Liste der Kulturdenkmale in Erxleben (Landkreis Börde)    |        |      |                           |
| Flechtingen            | Liste der Kulturdenkmale in Flechtingen                   |        |      |                           |
| Gröningen              | Liste der Kulturdenkmale in Gröningen                     |        |      |                           |
| Haldensleben           | Liste der Kulturdenkmale in Haldensleben                  |        |      |                           |
| Harbke                 | Liste der Kulturdenkmale in Harbke                        |        |      |                           |
| Hohe Börde             | Liste der Kulturdenkmale in Hohe Börde                    |        |      |                           |
| Hötensleben            | Liste der Kulturdenkmale in Hötensleben                   |        |      |                           |
| Ingersleben            | Liste der Kulturdenkmale in Ingersleben                   |        |      |                           |
| Kroppenstedt           | Liste der Kulturdenkmale in Kroppenstedt                  |        |      |                           |
| Loitsche-Heinrichsberg | Liste der Kulturdenkmale in Loitsche-Heinrichsberg        |        |      |                           |
| Niedere Börde          | Liste der Kulturdenkmale in Niedere Börde                 |        |      |                           |
| Oebisfelde-Weferlingen | Liste der Kulturdenkmale in Oebisfelde-Weferlingen        |        |      |                           |
| Oschersleben (Bode)    | Liste der Kulturdenkmale in Oschersleben (Bode)           |        |      |                           |
| Rogätz                 | Liste der Kulturdenkmale in Rogätz                        |        |      |                           |
| Sommersdorf            | Liste der Kulturdenkmale in Sommersdorf (Landkreis Börde) |        |      |                           |
| Sülzetal               | Liste der Kulturdenkmale in Sülzetal                      |        |      |                           |
| Ummendorf              | Liste der Kulturdenkmale in Ummendorf (Börde)             |        |      |                           |
| Völpke                 | Liste der Kulturdenkmale in Völpke                        |        |      |                           |
| Wanzleben-Börde        | Liste der Kulturdenkmale in Wanzleben-Börde               |        |      |                           |
| Wefensleben            | Liste der Kulturdenkmale in Wefensleben                   |        |      |                           |
| Westheide              | Liste der Kulturdenkmale in Westheide                     |        |      |                           |
| Wolmirstedt            | Liste der Kulturdenkmale in Wolmirstedt                   |        |      |                           |
| Zielitz                | Liste der Kulturdenkmale in Zielitz                       |        |      |                           |

## Gemeindeübergreifende Kulturdenkmale
| Lage                          | Bezeichnung | Beschreibung                                                                          | Erfassungs- nummer | Ausweisungsart | Bild |
| ----------------------------- | ----------- | ------------------------------------------------------------------------------------- | ------------------ | -------------- | ---- |
| Koordinaten fehlen! Hilf mit. | Grünes Band | Grenzsicherungsanlage Grünes Band - Kolonnenweg Verlauf, 2024 als Denkmal ausgewiesen | 094 18933          | Baudenkmal     |      |